# Ummidia algarve
Espèce
Ummidia algarve est une espèce d'araignées mygalomorphes de la famille des Halonoproctidae.

## Distribution
Cette espèce est endémique du Portugal. Elle se rencontre en Algarve et en Alentejo. 

## Description
Le mâle holotype mesure 14,5 mm et la femelle paratype 14,5 mm, les mâles mesurent de 12,6 à 18,2 mm et les femelles de 12,4 à 19,6 mm.

## Publication originale
- Decae, 2010 : The genus Ummidia Thorell 1875 in the western Mediterranean, a review (Araneae: Mygalomorphae: Ctenizidae). Journal of Arachnology, vol. 38, p. 328-340 (texte intégral).